# Benedek Gyula (színművész, 1953)
Benedek Gyula (Budapest, 1953. március 29. –) magyar színész, rendező, színházigazgató.

## Életpályája
A Nemzeti Színház stúdiósa volt. Színészi diplomáját 1981 kapta meg, a Színház- és Filmművészeti Főiskolán, Békés András osztályában végzett. Főiskolásként, gyakorlaton a Vígszínházban szerepelt. Pályáját a Veszprémi Petőfi Színházban kezdte. 1987-ben a Jurta Színházban játszott. 1988-tól a debreceni Csokonai Színház, 1991-től a Miskolci Nemzeti Színház tagja volt. 1994-től két évadot Szolnokon töltött, de visszatért és játszott Debrecenben is. Szabadfoglalkozású művészként többek között a Térszínház a Fogi Színháza, a Magyar Népmese Színház a Ruttkai Éva Színház, a Karinthy Színház és a Váci Dunakanyar Színház produkcióiban is közreműködött. Rendezéssel és írással is foglalkozik. 2014-től a Magyar Drámák Színházának igazgatója. 

## Fontosabb színpadi szerepei
- William Shakespeare: Szeget szeggel... Angelo, a helytartó
- Shakespeare: Ahogy tetszik... Olivér, Sir Roland de Bois egyik fia
- Shakespeare: Othello... Ludovico, szenátor
- Shakespeare: Hamlet, dán királyfi... Guildenstern
- Shakespeare: III. Richárd... szereplő (Vígszínház)
- Shakespeare: Lear király... Nemes, Lear kíséretében
- Molière: Úrhatnám polgár... Első lakáj
- Carlo Goldoni: Két úr szolgája... Brighella
- Edmond Rostand: Cyrano de Bergerac... Valvert vicomte
- Friedrich Schiller: Stuart Mária... Davison
- Henrik Ibsen: Kísértetek... Manders
- Bertolt Brecht: Kurázsi mama és gyermekei... Őrmester
- Friedrich Dürrenmatt: A milliomosnő látogatása... Tanár
- Samuel Beckett: Godot-ra várva... Pozzo
- Alfred de Musset: Lorenzaccio... Lorenzo Medici (Lorenzaccio)
- Jean Genet: A paravánok... A Főhadnagy
- Jean Anouilh: Euridiké... Orfeusz, vándormuzsikus
- Benjamin Jonson: Bertalannapi vásár... Salamon, írnok
- Ion Luca Caragiale: Zűrzavaros éjszaka...Venturiano Rica, bírósági levéltáros, jurátus és közíró
- Eugène Ionesco: A kopasz énekesnő... Mary, a szobalány
- Witold Gombrowicz: Yvonne, Burgund hercegnője... Fülöp herceg, trónörökös
- Lev Nyikolajevics Tolsztoj: Háború és béke... Nyikolaj Rosztov gróf, Natasa bátyja
- Anton Pavlovics Csehov: Három nővér... Versinyin
- Makszim Gorkij: Jegor Bulicsov... Zvoncov, Varvara férje
- Mihail Afanaszjevics Bulgakov: Iván, a rettentő... Jakin, filmrendező
- Mihail Bulgakov: Félnótás Jourdain... Színész, Molière úr társulatában
- Valentyin Petrovics Katajev: A kör négyszögesítése... Vasja
- Ivan Alekszandrovics Goncsarov – Viktor Szergejevics Rozov: Hétköznapi történet... Novinszkij gróf
- Giulio Scarnacci–Renzo Tarabusi: Kaviár és lencse... Alfonso Chioccia báró, nagyvilági úr
- William Somerset Maugham: Imádok férjhez menni!... Frederick Lawndes
- Ödön von Horváth: Mesél a bécsi erdő... Hierlinger Ferdinánd
- Jaroslav Hašek–Horváth Péter: Svejk vagyok... Dub hadnagy, civilben Csász. Kir. Főgimn. magántanár
- Václav Havel: Audiencia... Vanek
- Václav Havel: Verniszázs... Vanek
- Václav Havel: Egyfelvonásosok... Sörmester
- Sławomir Mrożek: Vatzlav... Denevér
- Maurice Hennequin - Pierre Veber: Elvámolt nászéjszaka... Couzan, keresztapa (Városmajori Szabadtéri Színpad)
- David Pownall: Mesterkurzus... Sosztakovics
- Stanisław Wyspiański: Novemberi éj... Piotr Wysocki; Józef Chlopicki
- Peter Hacks: A sanssouci molnár... Wewerka, pék (Ódry Színpad)
- Köz-társasági huntzutságok... szereplő (Szentendrei Templomtéri Játékok)
- Csokonai Vitéz Mihály: Karnyóné és a két szeleburdiak... Tipptopp
- Vörösmarty Mihály: Csongor és Tünde... Csongor
- Vörösmarty: A bujdosók... Zsigmond király
- Jókai Mór: A kőszívű ember fiai... Baradlay Ödön (Nevesincs Színház)
- Jókai Mór: Szaffi... Puzzola
- Móricz Zsigmond: Légy jó mindhalálig... Báthori, számtantanár
- Kosztolányi Dezső – Gyurkovics Tibor: Édes Anna... Fiatal tiszt
- Molnár Ferenc: Liliom... Ficsur
- Örkény István: Forgatókönyv... Marosi, újságíró
- Spiró György: Csirkefej... Tanár
- Füst Milán: Boldogtalanok... Dr. Beck Gyula, kórházi orvos
- Füst Milán–Valló Péter: A sanda bohóc... szereplő
- Heltai Jenő: Egy fillér... Az orvos
- Lengyel Menyhért: A nagy fejedelem... A tudós fia, szobrász
- Zilahy Lajos: Zenebohócok... Pehely úr
- Weöres Sándor: Holdbéli csónakos... Paprika Jancsi
- Weöres Sándor: A kétejű fenevad... Windeczky császári komisszárius (Jurta Színház)
- Herczeg Ferenc: Bizánc... Ahmed khán (Jurta Színház)
- Nyirő József: Jézusfaragó ember... Éltes Dávid, havasi favágó (Jurta Színház)
- Sütő András: Egy lócsiszár virágvasárnapja... Müller
- Sütő András: Anyám könnyű álmot igér... Pop Gorica
- Sütő András: Káin és Ábel... Ádám
- Németh László: Galilei... Castelli, apát
- Sarkadi Imre: Oszlopos Simeon... Kis János
- Sőtér István: Júdás... Lázár
- Mészöly Gábor: Balassi... Pap
- Moldova György: Te furcsa katona!... Egy férfi (Karinthy Színház)
- Göncz Árpád: Rácsok... Ezredes (Ruttkai Éva Színház)
- Garaczi László: Imoga... Imoga, a Cobor fia
- Eisemann Mihály – Békeffi István: Egy csók és más semmi... Robicsek
- Kálmán Imre: Csárdáskirálynő... Ferdinánd Főherceg
- Tóth-Máthé Miklós: A nagyrahívatott... Vajai Ferenc (Váci Dunakanyar Színház)
- Fekete István–Csík Csaba: Vuk... Karak
- Hans Christian Andersen: A kis Hableány... Triton (Karinthy Színház)
- Üdvösségünk égi ország... szereplő (Magyar Népmese Színház)
- Meseszőnyeg... szereplő (Magyar Népmese Színház)
- Mirkó királyfi... szereplő (Magyar Népmese Színház)
- Hetvenkedő János... szereplő (Magyar Népmese Színház)
- Mátyás király születése napja... szereplő (Magyar Népmese Színház)
- Szerencsének szerencséje... Morc király (Magyar Népmese Színház)
- Az ördög három aranyhajszála... Kevély király (Karinthy Színház)
- Bakarasz király... szereplő
- Süsü, a várvédő...Első ellenség (Fogi Színháza)
- Az oroszlánkirály meséje...Mufasa (hiéna) (Fogi Színháza)
- Nyakigláb, Csupaháj, Málészáj... Szegény ember
- Börtönérettségi... szereplő
- Benedek Elek: Többsincs királyfi... Király (Gózon Gyula Kamaraszínház)
- Grimm fivérek: Suszter és a karácsonyi manók... Suszter
- Selma Lagerlöf–Benedek Gyula–Lénárt László: Nils Holgersson csodálatos utazása a vadludakkal... Akka

## Filmek, tv
- Zendül az osztály (1975)
- Gyilkosok (1980)
- Özvegy és leánya (1983)
- Gyémántpiramis (1985)
- Vásár (1985)
- A sánta dervis (1987)... Vámbéry Ármin
- A pacsirta (1987)
- Szigorú idők (1988)
- Margarétás dal (1989)
- Linda (sorozat)

- Tüzes babák című rész (1989)
- Erdély aranykora (1989)
- Devictus Vincit (1994)
- A Szórád-ház (sorozat)

- 3. rész (1997)
- Szomszédok (sorozat)

- 323. rész (1999)
- Kisváros (sorozat)

- Farkas a veremben című rész (1993)
- Rabszolgatartók című rész (1998)
- Bünös örökség című rész (2000)
- Vörösmarty Mihály: A bujdosók (színházi előadás tv-felvétele, 2001)
- A temetetlen halott (2004)
- Vörös vihar (2006)
- Estére mindig leszáll a köd (2007)
- Hacktion (2011)
- Jóban Rosszban (2015–2018)

## Rendezéseiből
- Nils Holgersson csodálatos utazása a vadludakkal (Fogi Színháza)
- Üdvösségünk égi ország (Magyar Népmesei Színház)
- Harsányi Gábor: Börtönszínház (Magyar Drámák Színháza)

## Szerzőként bemutatott műve
Selma Lagerlöf műve alapján:
- Nils Holgersson csodálatos utazása a vadludakkal (Fogi Színháza)